# Hydromètre
Ne doit pas être confondu avec Hygromètre ou Humidimètre.
Pour les articles homonymes, voir Hydromètre (homonymie).
 (mai 2014).
Si vous disposez d'ouvrages ou d'articles de référence ou si vous connaissez des sites web de qualité traitant du thème abordé ici, merci de compléter l'article en donnant les références utiles à sa vérifiabilité et en les liant à la section « Notes et références ».
L'hydromètre ou densimètre (noms alternatifs : mustimètre, pèse-moût, pèse-sirop ou encore aréomètre) est un instrument en verre ou en métal utilisé pour mesurer la masse volumique d'un liquide en utilisant le principe d'Archimède.

## Fonctionnement

### Hydromètre
Un hydromètre consiste en un cylindre creux, lesté et gradué, qui s'enfonce plus ou moins dans le liquide à mesurer selon sa densité.
On lit directement la densité du liquide dans lequel il est plongé sur la graduation présente à la surface libre.

### Aréomètre
Un aréomètre de Fahrenheit se présente comme une ampoule de verre remplie d’air en son milieu, de mercure dans le bas, et supportant une coupelle en son haut.
Lorsqu’on plonge un aréomètre dans un liquide de densité inconnue, il flotte.
On ajoute alors des masses marquées sur la coupelle jusqu’à immerger totalement la partie centrale de l’aréomètre.
La masse totale posée est d’autant plus grande que la poussée d’Archimède imposée à l’aréomètre par le liquide est plus grande, c'est-à-dire que la densité de ce dernier est plus grande.

## Utilisations
L'hydromètre est notamment utilisé pour mesurer la densité du moût de raisin ou d'orge, du sirop de sucre, ou pour évaluer le taux d’alcool probable du vin.
L'hydromètre est également utilisé dans un essai laboratoire appelé sédimentométrie, servant à calculer la répartition des particules microscopiques dans un échantillon de sol.
Il est aussi utilisé dans l'industrie céramique comme moyen de contrôle de la densité des barbotines, principalement pour la masse volumique des émaux ou engobe qui recouvriront tuiles ou briques. Cette mesure à l'avantage d'être facile à mettre en œuvre et permet un contrôle très rapide, mais elle est moins précise que la mesure de la masse volumique où l'on pèse un volume précis à l'aide de récipients étalon de 100 mL.

## Histoire
En 1768, Antoine Baumé invente l'hydromètre à échelle Baumé.
L'hydromètre est construit sur le même principe que le Thermomètre de Galilée sur la dilatation des fluides. À la fin du XVIe siècle, Galilée construit son premier thermoscope.